# Калнова-Фиорентина (Венеција)
Калнова-Фиорентина (итал. Calnova-Fiorentina) је насеље у Италији у округу Венеција, региону Венето.
Према процени из 2011. у насељу је живело 961 становника. Насеље се налази на надморској висини од -1 м.